# La cena de los generales
La guerra de los generales es una obra de teatro, escrita por el dramaturgo español José Luis Alonso de Santos en 1998, aunque no estrenada hasta diez años más tarde.

## Argumento
Ambientada en 1939, y narrada en tono de comedia, tras el final de la Guerra civil española, se decide organizar una cena en el Hotel Palace de Madrid a la que asistirán como comensales los generales del bando victorioso. El teniente Medina, responsable de coordinar el evento, debe lidiar con las dificultades planteadas por el maître Genaro, que le reconoce que los cocineros de tan ilustre restaurante están todos en la cárcel por comunistas.

## Estreno
- Teatro Lope de Vega, Sevilla, 16 de octubre de 2008.
  - Dirección: Miguel Narros.
  - Escenografía: Andrea D'Odorico.
  - Intérpretes: Sancho Gracia (Genaro), Juanjo Cucalón (Medina), Lorenzo Area, Antonio Escribano, Jesús Prieto, Emilio Gómez, Víctor, Manuel Dogar, César Oliver, Luis Muñiz, Adolfo de Grandy, Ana Goya, Candela Arroyo, Juan de Mata, Lucía Bravo, Virginia Mateo, Luis Garbayo, Borja Luna, Tomás Calleja.